# Животиков, Павел Кузьмич
Павел Кузьмич Животиков (11 июня 1904, село Быстрянка Алтайского края — 6 июня 1970, Новосибирск) — советский лингвист, создатель грамматики хантыйского языка, один из основоположников отечественного хантыведения, первый ректор Тобольского, затем Ишимского педагогических институтов.

## Биография

### Ранние годы
Родился 11 (24) июня 1904 года в многодетной семье волостного писаря в селе Быстрянка на Алтае. Его предки после освобождения крестьян отправились из села Животиково (около г. Тамбова) группа крестьян отправилась в Сибирь искать Беловодье. Они поселились вдоль Чуйского тракта, занимались охотой, рыболовством, земледелием, лесосплавом по Катуни. Некоторые смогли получить образование и вышли в священники, учителя, сельские служащие. Родная тётя Павла Кузьмича Марфа стала настоятельницей женского монастыря, его братья Владимир, Николай, Андрей, сестра Ольга — учителями народных школ.
В 1920 г. родители Павла Кузьмича умерли от тифа, а братья пропали без вести в боях Гражданской войны. Юноша устроился делопроизводителем в волостной исполком, но имел стремление к учительству, и в сентябре 1922 г. Бийский уездный отдел народного образования назначил его заведующим начальной школой.

### Путь учителя
В 1931 г. Павел поступил на факультет русского языка и литературы Томского индустриального педагогического института. А в декабре 1933 г. по призыву Наркомпроса РСФСР его в числе других студентов направили на высшие педагогические курсы Ленинградского педагогического института им. А. И. Герцена для изучения хантыйского языка. Защитил дипломную работу на тему «О диалектах хантыйского языка, создании литературных языков и задачах Института народов Севера в связи с этим».
Летом 1934 г. дипломированный специалист был направлен в Остяко-Вогульский педагогический техникум, где преподавал русский и хантыйский языки, литературу, продолжал исследования и систематизацию хантыйского языка, создал и возглавил кружок национального творчества.
В августе 1936 г. Животикова назначили преподавателем и директором северных учительских курсов при Тюменском педагогическом институте, где проходили ускоренную подготовку будущие учителя национальных хантыйских, мансийских, ненецких школ.
Спустя два года курсы закрылись, а Животиков в сентябре 1939 г. вернулся в Остяко-Вогульск, чтобы преподавать в политпросветшколе и педагогическом училище. Он вошёл в комиссию по созданию литературного хантыйского языка и научно-исследовательской группу при ней. В это время он создал учебники хантыйского языка для подготовительного и 1-го классов национальных школ, «Очерки грамматики хантыйского языка», статью «Хантыйский язык и письменность».
В начале 1942 г. Павла Кузьмича назначили директором Сургутской средней школы.

### Во время Второй Мировой войны
29 июня 1942 года Животиков был призван в РККА и до октября 1945 г. участвовал в боях на Калининском, 3-м Белорусском и Забайкальском фронтах: был командиром взвода и отделения связи, военным корреспондентом. В 1942 году вступил в ВКП (б). В наградном документе медали «За боевые заслуги» указано, что сержант Животиков проявил себя отличным организатором: приняв под командование отстающий взвод, он в краткие сроки вывел его в лучшие, выполнял боевые задачи под сплошным минометным огнём противника.

### Организатор образования
С февраля 1946-го до августа 1947 г. Животиков работал на должности школьного инспектора Тюменского областного отдела народного образования по национальным округам, в 1947—1952 гг. — инспектора отдела школ, заведующего сектором школ и заместителем заведующего отделом пропаганды и агитации Тюменского обкома ВКП(б). Как инспектор уделял особое внимание качеству преподавания и живости подачи материала, бытовым условиям и питанию учителей и учащихся. Инициировал строительство нового здания для Ханты-Мансийского педагогического училища. Требовал исправления недостатков в организации учебного процесса и снабжения на уровне Тюменского обкома ВКП (б), выступал на сессии Ханты-Мансийского окружного совета, работал в контакте с окружными и городскими комитетами партии. Командировки по Северу в послевоенные годы длились месяцами: пароходы ходили нерегулярно, а в условиях весенне-осенней распутицы передвижение вообще было затруднено, так как дорог не было. Нередко приходилось двигаться по тундре на оленьих упряжках.
Животиков внимательно следил за развитием преподавания хантыйского языка в национальных школах. Оценивая работу Ханты-Мансийского педучилища, он отмечал: «Всё-таки преподавание нужно перестроить так, чтобы дать возможность учащимся проводить практику в национальных школах, а преподавателям-методистам бывать в нац. школах с целью изучения особенностей нац. состава детей и работы с ними».
В 1952 г. Животиков был назначен директором Тобольского педагогического института, в 1964 г. переведён на должность ректора Ишимского педагогического института.
В 1966 г. Павел Кузьмич вышел на пенсию и вместе с супругой Анной переехал на её родину, в Новосибирск, где и скончался 6 июня 1970 года. Похоронен на Клещихинском кладбище (квартал 12).

## Труды
- Учебники хантыйского языка для подготовительного и 1-го классов национальных школ, «Очерк грамматики хантыйского языка», статья «Хантыйский язык и письменность»[3].
- Очерк грамматики хантыйского языка : средне-обской диалект / П. К. Животиков; под ред. Ю. Н. Русской; Окружной комитет по разработке литературного хантыйского языка при Исполкоме Ханты-Мансийского окружного совета депутатов трудящихся, Омской обл. — Ханты-Мансийск: 1942. — 118 с.; 18x13x1,5 см[7].

## Награды
Награждён шестью орденами и медалями, в том числе:
- медалью «За боевые заслуги» (10 июля 1943 года)[4],
- медалью «За трудовую доблесть» (1951) за работу, связанную с Крайним Севером и исследованиями хантыйского языка,
- орденом «Знак Почета» (1961 год) — за подготовку учительских кадров.

## Семья
Семья: супруга — Анна, сын — Борис.